# Kiichi Nagano
Kiichi Nagano (長野 喜一, Nagano Kiichi) est un as du service aérien de la Marine impériale japonaise pendant la Seconde Guerre mondiale. Il intègre très jeune la Marine impériale est est breveté pilote de chasse à 18 ans, peu avant l'attaque de Pearl Harbor. Au cours de la guerre du Pacifique, Nagano sert dans le 2e Kōkūtai ainsi que dans le 203e. Il est officiellement crédité de 19 victoires aériennes, mais en raison de défauts dans le comptage des victoires par le 2e Kōkūtai, les historiens japonais Ikuhiko Hata et Yasuho Izawa supposent que le total réel de ses victoires est supérieur.
Kiichi Nagano est tué au combat le 6 novembre 1944 lors d'une mission d'interception d'avions américains au-dessus de Bamban (Philippines).

## Biographie
Kiichi Nagano naît en 1922 dans la préfecture de Shizuoka et s'engage très jeune dans la Marine impériale japonaise, en juin 1939 (vers 16 ou 17 ans). Il intègre ensuite un programme d'entraînement des pilotes du service aérien de la Marine impériale : la 56e classe de formation des pilotes (操縦練習生, Sōjū Renshū-sei), abrégé en Sōren. Comme les autres aviateurs passés par ce programme, Kiichi Nagano suit sa formation à l'aérodrome de Kasumigaura (en), près de Tsuchiura,. Il y côtoie entre autres les futurs as Keisaku Yoshimura et Yoshijirō Shirahama. Nagano est breveté pilote de chasse à 18 ans en juillet 1941 et est affecté en octobre au Kōkūtai Chitose (un groupe d'aviation (en) nommé d'après la ville de Chitose), une unité mixte composée de bombardiers et de chasseurs. 

### Seconde Guerre mondiale
Au moment de l'attaque de Pearl Harbor et de l'entrée en guerre des États-Unis, le Kōkūtai Chitose est affecté à la défense aérienne de la Micronésie depuis l'aérodrome de Taroa (en), dans le cadre du mandat des îles du Pacifique, un territoire sous mandat de la Société des Nations administré par l'empire du Japon. Le secteur est calme pendant les premières phases de la guerre du Pacifique et Kiichi Nagano peut poursuivre son entraînement entre les missions de patrouille,.

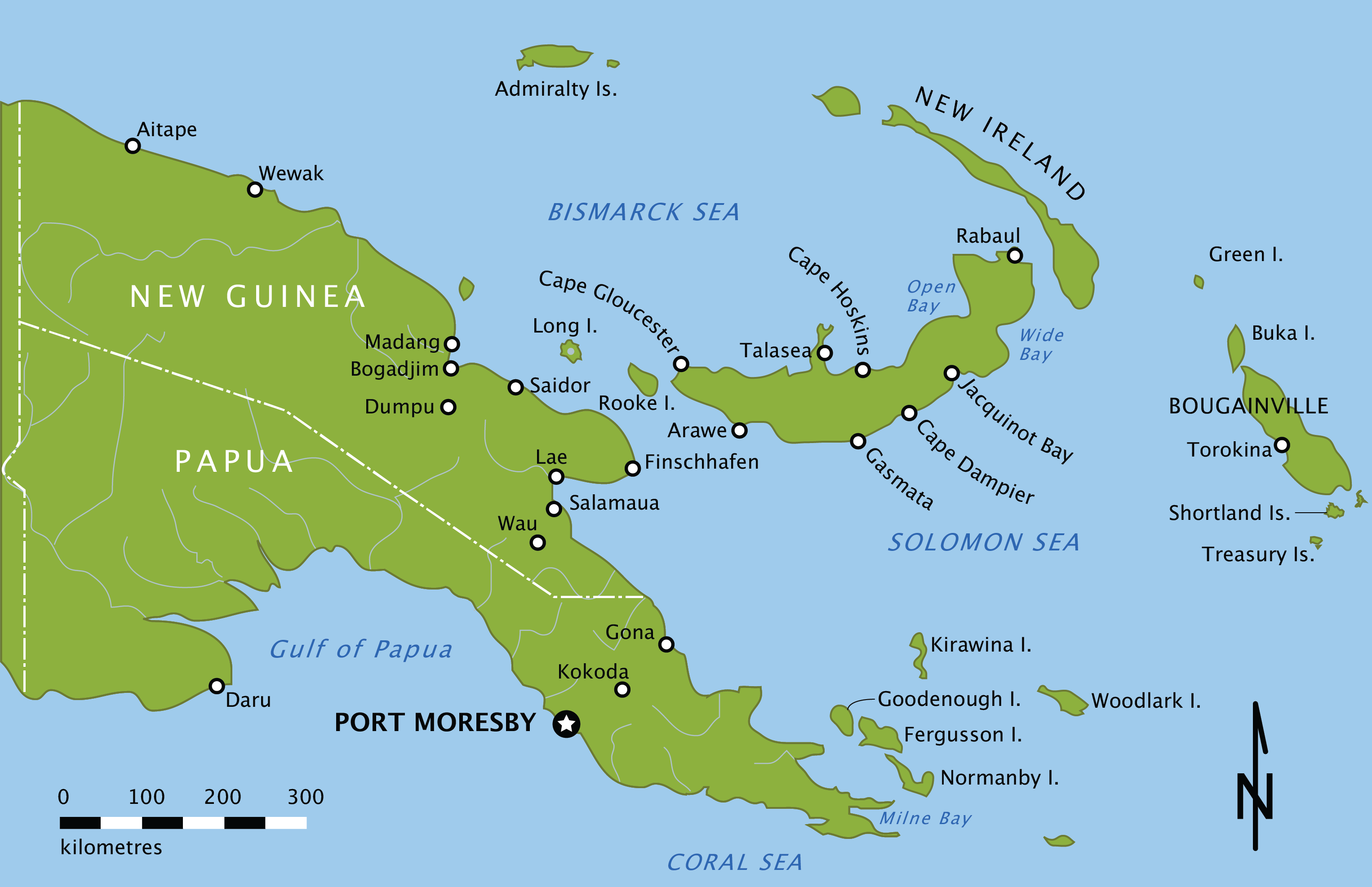
Carte de l'est de la Nouvelle-Guinée, montrant le secteur de Rabaul.

Après l'invasion de Rabaul au début de l'année 1942, certains éléments du Kōkūtai Chitose sont déplacés vers ce secteur, mais ce n'est pas le cas de Kiichi Nagano. Ce dernier est renvoyé au Japon en juin 1942 pour intégrer le 2e Kōkūtai, un groupe aéronaval formé à la fin du mois précédent. En août, Nagano est envoyé avec une partie de son groupe sur l'aérodrome de Lakunai (en), à Rabaul, la principale base aérienne des troupes japonaises en Nouvelle-Guinée. Dans le cadre de la campagne de Nouvelle-Guinée, Rabaul est le théâtre de violents affrontements aériens entre les forces alliées et japonaises pour obtenir la suprématie aérienne dans le secteur.
En un an de combats aériens dans le sud-est de la Nouvelle-Guinée, Kiichi Nagano revendique 19 victoires aériennes confirmées et trois autres qui ne lui sont pas créditées. Le 25 octobre 1942 notamment, il participe à un raid de huit Mitsubishi A6M sur Guadalcanal mené par l'enseigne de vaisseau Tokitane Futagami. Leur mission est de mitrailler l'aérodrome d'Henderson Field, dont la possession est l'enjeu principal de la bataille de Guadalcanal. Alors que les huit pilotes s'apprêtent à mitrailler les avions américains au sol, ils sont repérés et engagés par l'as américain Jack E. Conger (en) et d'autres pilotes du VMFA-212 (en). Dans le violent affrontement qui suit, Kiichi Nagano réussit à abattre quatre Grumman F4F Wildcat (il en revendique un 5e, qui ne lui sera pas crédité, faute de preuves), tandis que trois pilotes japonais sont tués (dont l'enseigne Futagami) et un est fait prisonnier,. Dans une lettre à sa famille, Kiichi Nagano résume en ces termes son ressenti sur ce combat : « Il n'est pas exagéré de dire que ce jour a été celui de ma renaissance. C'est un jour que je n'oublierai n'oublierai jamais. ». Malgré une dizaine d'impacts sur la carlingue de son avion, Nagano réussit à rentrer indemne à sa base. Cette accumulation de victoires aériennes dans le secteur de Rabaul fait de lui le pilote le plus victorieux du 2e Kōkūtai (qui est renuméroté pour devenir le 582e Kōkūtai en novembre 1942). Cependant, l'arrêt du décompte des victoires individuelles par le groupe en mars 1943 empêche de connaître le nombre de victoires qu'il remporte à partir de ce mois. Le total réel de victoires aériennes de Nagano pourrait être de l'ordre d'une vingtaine, mais seules les 19 premières sont documentées. 

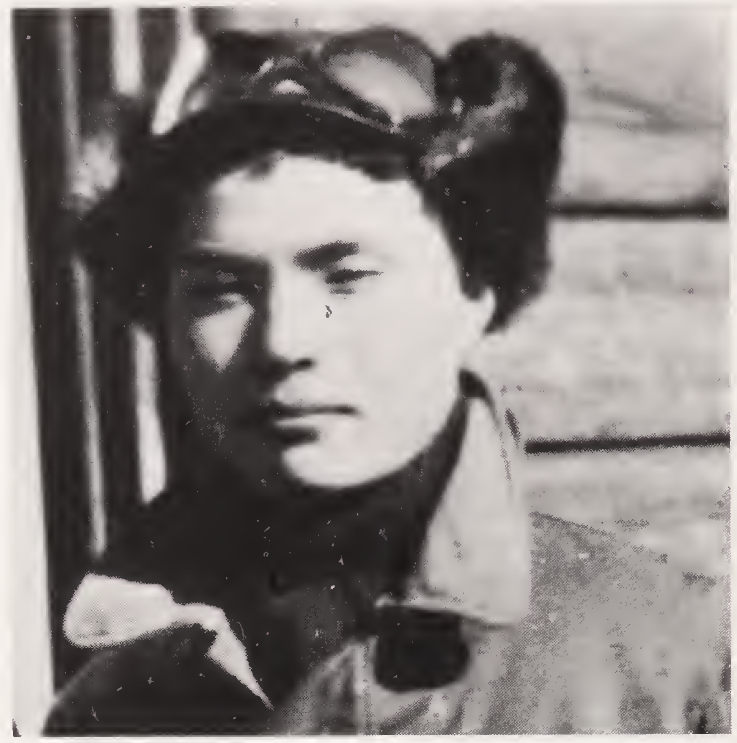
Kiichi Nagano lors de son passage au sein du Kōkūtai Atsugi.

En juillet 1943, Kiichi Nagano quitte le 582e Kōkūtai pour rejoindre en tant qu'instructeur le Kōkūtai Atsugi, une unité destinée à la formation des nouveaux pilotes du service aérien de la Marine impériale japonaise. Le groupe est cependant renommé le 20 février 1944 pour devenir le 203e Kōkūtai avant d'être affecté à des opérations de défense aérienne au-dessus du nord du Japon. En avril 1944, Nagano est envoyé avec le 304e sentō hikōtai (戦闘飛行隊, littéralement « escadron de combat » représentant la moitié d'un Kōkūtai) du 203e Kōkūtai pour assurer la défense aérienne des îles Kouriles, entre Hokkaidō et le Kamtchatka, sous les ordres de Takashi Oshibuchi (ja). Kiichi Nagano est alors aux côtés de Tomezō Yamamoto (avec qui il est ami depuis leur passage au sein du 2e Kōkūtai) et de Hiroyoshi Nishizawa (le pilote le plus victorieux de l'aéronavale japonaise). Nagano et les autres pilotes envoyés dans cette région ont pour mission principale d'intercepter les raids de bombardiers américains lancés depuis des bases dans les îles Aléoutiennes.
Après six mois dans les îles Kouriles, Kiichi Nagano et son unité sont transférés sur l'île de Kyūshū, au sud du Japon . Dans le cadre de l'opération Shō-gō (de), visant à défendre l'archipel japonais des attaques alliées, Kiichi Nagano participe à la bataille aérienne de Formose en octobre 1944.

### Mort
Le 22 octobre 1944, Kiichi Nagano est transféré avec le reste de son unité vers Bamban, sur l'île de Luçon. De là, les pilotes japonais doivent à la fois intercepter les appareils américains et attaquer des convois dans le golfe de Leyte. La bataille du golfe de Leyte se solde finalement par une défaite japonaise décisive, qui brise définitivement les capacités de la Marine impériale. 
Peu après, le 6 novembre 1944, Kiichi Nagano est abattu et tué au combat lors d'une mission d'interception contre des chasseurs embarqués (en) américains au-dessus de Bamban.